# Trissemus impressus
Trissemus impressus är en skalbaggsart som först beskrevs av Georg Wolfgang Franz Panzer 1803.  Trissemus impressus ingår i släktet Trissemus, och familjen kortvingar. Arten är reproducerande i Sverige.